# Promozione Emilia-Romagna 1984-1985
Nella stagione 1984-1985 la Promozione era sesto livello del calcio italiano (il massimo livello regionale). Qui vi sono le statistiche relative al campionato in Emilia-Romagna.
Il campionato è strutturato in vari gironi all'italiana su base regionale, gestiti dai Comitati Regionali di competenza. Promozioni alla categoria superiore e retrocessioni in quella inferiore non erano sempre omogenee; erano quantificate all'inizio del campionato dal Comitato Regionale secondo le direttive stabilite dalla Lega Nazionale Dilettanti, ma flessibili, in relazione al numero delle società retrocesse dal Campionato Interregionale e perciò, a seconda delle varie situazioni regionali, la fine del campionato poteva avere degli spareggi sia di promozione che di retrocessione.

## Girone A

### Squadre partecipanti
| Squadra                   | Città (provincia)                      |
| ------------------------- | -------------------------------------- |
| U.S. Alfonsine            | Alfonsine (RA)                         |
| S.P. Argentana            | Argenta (FE)                           |
| U.S. Atletico Bidente     | Santa Sofia (FC)                       |
| U.S. Baracca Lugo         | Lugo di Romagna (RA)                   |
| A.C. Bellaria Igea Marina | Bellaria (RN)                          |
| U.S. Castelbolognese      | Castel Bolognese (BO)                  |
| Calcio Castrocaro TDS     | Castrocaro Terme e Terra del Sole (FC) |
| A.S. Cervia               | Cervia (RA)                            |
| U.S. Comacchiese          | Comacchio (FE)                         |
| C.A. Faenza Sez.Calcio    | Faenza (RA)                            |
| A.C. Imola                | Imola (BO)                             |
| A.C. Massalombarda        | Massa Lombarda (RA)                    |
| S.S. Sampierana           | San Piero in Bagno (FC)                |
| S.S. Savignanese          | Savignano sul Rubicone (FC)            |
| Pol. Viserba              | Viserba (RN)                           |
| A.C. Voltana              | Voltana (RA)                           |

### Classifica finale
|  | Pos. | Squadra              | Pt | G  | V  | N  | P  | GF | GS | DR  |
|  | ---- | -------------------- | -- | -- | -- | -- | -- | -- | -- | --- |
|  | 1.   | Argentana            | 45 | 30 | 19 | 7  | 4  | 42 | 17 | +25 |
|  | 2.   | Bellaria Igea Marina | 43 | 30 | 18 | 7  | 5  | 61 | 33 | +28 |
|  | 3.   | Massalombarda        | 42 | 30 | 16 | 10 | 4  | 37 | 16 | +21 |
|  | 4.   | Savignanese          | 39 | 30 | 14 | 11 | 5  | 49 | 25 | +24 |
|  | 5.   | Cervia               | 34 | 30 | 12 | 10 | 8  | 46 | 30 | +16 |
|  | 6.   | Faenza (-1)          | 34 | 30 | 13 | 9  | 8  | 40 | 33 | +7  |
|  | 7.   | Atletico Bidente     | 33 | 30 | 13 | 7  | 10 | 37 | 33 | +4  |
|  | 8.   | Baracca Lugo         | 30 | 30 | 9  | 12 | 9  | 28 | 27 | +1  |
|  | 9.   | Castrocaro T.D.S.    | 30 | 30 | 10 | 10 | 10 | 29 | 34 | -5  |
|  | 10.  | Viserba              | 28 | 30 | 8  | 12 | 10 | 33 | 38 | -5  |
|  | 11.  | Alfonsine            | 28 | 30 | 7  | 14 | 9  | 29 | 35 | -6  |
|  | 12.  | Comacchiese          | 25 | 30 | 9  | 7  | 14 | 29 | 38 | -9  |
|  | 13.  | Imola                | 24 | 30 | 7  | 10 | 13 | 22 | 31 | -9  |
|  | 14.  | Sampierana           | 23 | 30 | 8  | 7  | 15 | 31 | 41 | -10 |
|  | 15.  | Castelbolognese      | 14 | 30 | 4  | 6  | 20 | 20 | 46 | -26 |
|  | 16.  | Voltana              | 7  | 30 | 1  | 5  | 24 | 16 | 72 | -56 |

- Argentana ammessa agli spareggi promozione

## Girone B

### Squadre partecipanti
| Squadra                      | Città (provincia)                   |
| ---------------------------- | ----------------------------------- |
| F.C. Athletic Carpi          | Carpi (MO)                          |
| G.S. Bo.Ca.                  | Bologna (BO)                        |
| A.C. Castel San Pietro Terme | Castel San Pietro (BO)              |
| A.C. Crevalcore              | Crevalcore (BO)                     |
| F.C. Formigine               | Formigine (MO)                      |
| Pol. Massese                 | Massa Finalese (BO)                 |
| S.C. Medicinese              | Medicina (BO)                       |
| Pol. Molinella               | Molinella (BO)                      |
| Pol. Ozzanese                | Ozzano dell'Emilia (BO)             |
| U.P. Pianorese Giocas        | Pianoro (BO)                        |
| U.S. Poggese                 | Poggio Rusco (MN)                   |
| A.S. Gsl Saeco Porretta      | Porretta Terme (BO)                 |
| C.S. Sant’Agostino           | Sant'Agostino (Terre del Reno) (FE) |
| Sporting F.C.                | Reggio Emilia (RE)                  |
| U.S. Virtus Roteglia         | Castellarano (MO)                   |
| F.C. Vis San Prospero        | San Prospero (MO)                   |

### Classifica finale
|  | Pos. | Squadra                 | Pt | G  | V  | N  | P  | GF | GS | DR  |
|  | ---- | ----------------------- | -- | -- | -- | -- | -- | -- | -- | --- |
|  | 1.   | Virtus Roteglia         | 41 | 30 | 16 | 9  | 5  | 41 | 18 | +23 |
|  | 2.   | Crevalcore              | 39 | 30 | 13 | 13 | 4  | 36 | 17 | +19 |
|  | 3.   | Bo.Ca.                  | 36 | 30 | 14 | 8  | 8  | 39 | 28 | +11 |
|  | 4.   | Ozzanese                | 35 | 30 | 10 | 15 | 5  | 24 | 17 | +7  |
|  | 5.   | Castel San Pietro Terme | 34 | 30 | 10 | 14 | 6  | 29 | 27 | +2  |
|  | 6.   | Formigine               | 32 | 30 | 7  | 18 | 5  | 29 | 20 | +9  |
|  | 7.   | Sporting                | 31 | 30 | 9  | 13 | 8  | 30 | 31 | -1  |
|  | 8.   | Medicinese              | 29 | 30 | 7  | 15 | 8  | 30 | 28 | +2  |
|  | 9.   | Athletic Carpi          | 29 | 30 | 6  | 17 | 7  | 18 | 16 | +2  |
|  | 10.  | Poggese                 | 29 | 30 | 9  | 11 | 10 | 29 | 29 | 0   |
|  | 11.  | Pianorese Giocas        | 28 | 30 | 7  | 14 | 9  | 22 | 25 | -3  |
|  | 12.  | Gsl Saeco Porretta      | 27 | 30 | 6  | 15 | 9  | 24 | 36 | -12 |
|  | 13.  | Molinella               | 26 | 30 | 5  | 16 | 9  | 17 | 26 | -9  |
|  | 14.  | Sant'Agostino           | 26 | 30 | 5  | 16 | 9  | 19 | 30 | -11 |
|  | 15.  | Vis San Prospero        | 22 | 30 | 5  | 12 | 13 | 16 | 33 | -17 |
|  | 16.  | Massese                 | 16 | 30 | 2  | 12 | 16 | 24 | 46 | -22 |

- Virtus Roteglia ammessa agli spareggi promozione.

## Girone C

### Squadre partecipanti
| Squadra                | Città (provincia)              |
| ---------------------- | ------------------------------ |
| G.S. Bagnolese         | Bagnolo in Piano (RE)          |
| U.S. Brescello         | Brescello (RE)                 |
| A.C. Castellarano      | Castellarano (RE)              |
| A.C. Colorno           | Colorno (PR)                   |
| U.S. Danilo Martelli   | Castellucchio (MN)             |
| U.S. Fontanellatese    | Fontanellato (PR)              |
| A.S. Guastalla         | Guastalla (RE)                 |
| A.S. Langhiranese      | Langhirano (PR)                |
| U.S. Montecavolo       | Montecavolo (RE)               |
| U.S. Reggiolo          | Reggiolo (RE)                  |
| A.C. Salsomaggiore     | Salsomaggiore Terme            |
| U.S. San Silvestro     | San Silvestro (Curtatone) (MN) |
| Sant’Ilario S.C.       | Sant'Ilario d'Enza (RE)        |
| Calcio Scandiano Pol.  | Scandiano (RE)                 |
| A.S. Termolan Bibbiano | Bibbiano (RE)                  |
| U.C. Viadanese         | Viadana (MN)                   |

### Classifica finale
|  | Pos. | Squadra           | Pt | G  | V  | N  | P  | GF | GS | DR  |
|  | ---- | ----------------- | -- | -- | -- | -- | -- | -- | -- | --- |
|  | 1.   | Colorno           | 43 | 30 | 15 | 13 | 2  | 41 | 21 | +20 |
|  | 2.   | Salsomaggiore     | 41 | 30 | 15 | 11 | 4  | 42 | 20 | +22 |
|  | 3.   | Termolan Bibbiano | 38 | 30 | 12 | 14 | 4  | 41 | 26 | +15 |
|  | 4.   | Guastalla         | 37 | 30 | 11 | 15 | 4  | 35 | 16 | +19 |
|  | 5.   | Scandiano         | 35 | 30 | 12 | 11 | 7  | 37 | 27 | +10 |
|  | 6.   | Viadanese         | 31 | 30 | 8  | 15 | 7  | 27 | 27 | 0   |
|  | 7.   | Montecavolo       | 29 | 30 | 8  | 13 | 9  | 32 | 31 | +1  |
|  | 8.   | Reggiolo          | 29 | 30 | 8  | 13 | 9  | 22 | 27 | -5  |
|  | 9.   | Langhiranese      | 29 | 30 | 8  | 13 | 9  | 25 | 32 | -7  |
|  | 10.  | San Silvestro     | 27 | 30 | 7  | 13 | 10 | 29 | 36 | -7  |
|  | 11.  | Bagnolese         | 26 | 30 | 7  | 12 | 11 | 21 | 24 | -3  |
|  | 12.  | Brescello         | 26 | 30 | 7  | 12 | 11 | 21 | 25 | -4  |
|  | 13.  | Castellarano      | 26 | 30 | 7  | 12 | 11 | 28 | 40 | -12 |
|  | 14.  | Danilo Martelli   | 25 | 30 | 6  | 13 | 11 | 21 | 32 | -11 |
|  | 15.  | Fontanellatese    | 22 | 30 | 5  | 12 | 13 | 13 | 22 | -9  |
|  | 16.  | S.Ilario          | 16 | 30 | 2  | 12 | 16 | 17 | 46 | -29 |

- Colorno ammesso agli spareggi promozione
- Martelli Castellucchio ripescata al posto San Silvestro per rinuncia.

## Spareggi promozione tra le 1.classificate
- 09-06-1985 Argentana Capca-Colorno 0-0
- 12-06-1985 Virtus Roteglia-Argentana Capca 3-3
- 16-06-1985 Colorno-Virtus Roteglia 1-4
- 19-06-1985 Colorno-Argentana Capca 1-0
- 23-06-1985 Argentana-Virtus Roteglia 0-0
- 26-06-1985 Virtus Roteglia-Colorno 0-0

### Classifica
- Virtus Roteglia punti 5
- Colorno 4
- Argentana Capca 3